# Villa Orvieto
Villa Orvieto si trova in via del Poggiolino 16, una traversa di via Bolognese, a Firenze.
La villa si trova in località La Loggia e fu ripetutamente trasformata nei secoli. Nel XV secolo si chiamava Borgo Panicale ed apparteneva ai Cambi-Del Nero, detti anche Cambi-Importuni. Nel 1513 essi la vendettero a Giuliano di Francesco Arrighi e di nuovo un suo discendente, il senatore Girolamo Arrighi, la cedette nel 1643 al reverendo Vittorio della Vecchia, per poi tornare, alla sua morte, agli Arrighi. Fino al XVIII secolo restò di proprietà degli Arrighi, per poi giungere nel XIX secolo, dopo altri passaggi, alle Suore Passioniste, che ne ristrutturarono gli interni come sono oggi in larga parte visibili. Deve il nome a Leon francesco Orvieto, al quale è dedicata l'attuale casa di riposo che vi ha sede.
Interessante è il torrino-osservatorio che si erge sul tetto. Il viale d'accesso è affiancato da un piccolo giardino.